# Virginia Slims of Florida 1992
Il Virginia Slims of Florida 1992 è stato un torneo femminile di tennis giocato sul cemento. È stata la 14ª edizione del torneo, che fa parte della categoria Tier I nell'ambito del WTA Tour 1992. Si è giocato a Boca Raton negli USA, dal 2 all'8 marzo 1992.

## Campionesse

### Singolare
Steffi Graf ha battuto in finale  Conchita Martínez con il punteggio di 3–6, 6–2, 6–0

### Doppio
Larisa Neiland /  Nataša Zvereva hanno battuto in finale  Linda Harvey-Wild /  Conchita Martínez con il punteggio di 6–2, 6–2